# 瓦利福尔斯火车相撞事故
1853年8月12日，两列普罗维登斯和伍斯特铁路的客运列车在美國罗德岛州瓦利福尔斯迎面相撞。相撞的是一列南行游览列车和一列北行定期列车。事故造成14人死亡，另有17人重伤；轻伤乘客人数不詳。
事故调查发现，南行列车的列车长对事故负有责任，因为他在北行列车到达之前，只给列车预留了四分钟的时间，而没有按照列车时刻表规定的五分钟，以便空出瓦利福尔斯和波塔基特之间的一段单线。人们还发现了另一项安全隐患：仅使用时刻表和个人手表，而不是使用适当的铁路信号系统来避免事故。碰撞发生后，普罗维登斯和伍斯特铁路公司对其主干线进行复线化改造，以防止再次发生碰撞事故。事故发生后，铁路规定使用协调时间，从而形成了美国第一个时区。据信，这是有史以来第一次被拍摄到的相撞事故。

## 背景
普罗维登斯和伍斯特铁路主线包括一段单线，连接罗德岛州瓦利福尔斯车站和附近波塔基特南部与波士顿和普罗维登斯铁路交汇处。列车运行遵循时间表安排，以避免发生碰撞，每列列车的列车长负责确保列车按照时间表运行，并确保他们的手表准确符合铁路规定的时间。

## 事件
1853年8月12日上午，两列火车计划经过瓦利福尔斯站。一列八节车厢的旅游列车早上6点30分从马萨诸塞州阿克斯布里奇出发，载有大约475名度假者前往普罗维登斯，最终到达纳拉甘西特湾的海滩。与此同时，一列两节车厢的普通客运列车于上午7点20分从普罗维登斯出发，载有大约50名乘客，计划在前往伍斯特的途中在瓦利福尔斯停靠。南行列车比预定时间晚了几分钟，因此急于赶在北行列车到达之前跑完 瓦利福尔斯和波塔基特之间的路程。北行列车的司机正在等待南行列车，他按照时刻表在波塔基特等待了五分钟，又过了一分钟后，列车低速驶入单线路段。大约早上8点，北行列车刚转过一个弯道，就被这列以时速约40英里每小時（64每小時）行驶的列车撞上。南行列车受损严重，机车和第一节客车被毁；第三节车厢相嵌进第二节车厢。北行列车受损也十分严重，但乘客的状况比出轨列车好得多。

## 后果

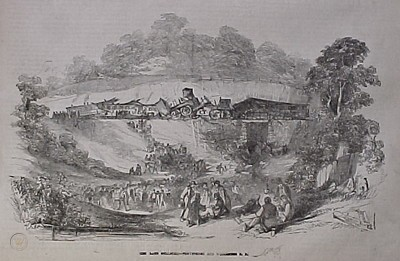
报纸上关于事故的图画

碰撞造成14人死亡，17人重伤；其他许多人伤势较轻。来自波塔基特的男子L·赖特（L. Wright）恰好目睹了事故发生，并在事故发生几分钟后拍摄了一张银版照片。据信，赖特拍摄了有史以来第一张火车事故照片。他的银版照片成为了1853年8月27日纽约《画报新闻》（Illustrated News）上发表的一幅木刻插图的基础，这是费尼尔司·泰勒·巴纳姆旗下的一份短命报纸。
一列从普罗维登斯前往波士顿的波士顿和普罗维登斯铁路客运列车在行驶途中发现事故，列车停下救助伤者。一名碰巧在车上的医生开始救助伤者，其中大部分伤者被送往波塔基特车站接受治疗。下一趟定期停靠在瓦利福尔斯的列车碰巧遇到了事故，并开始清理现场。

### 调查

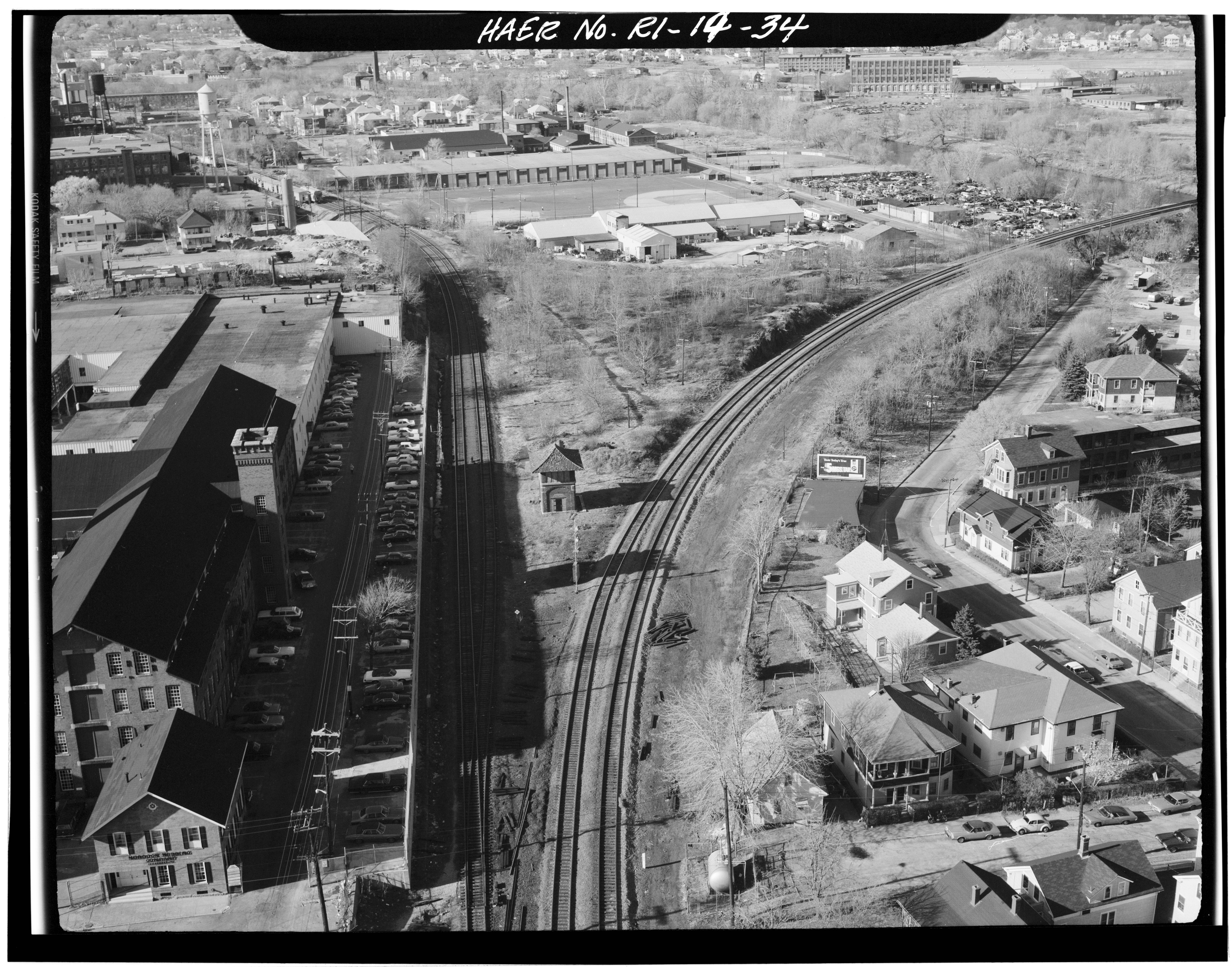
波士顿道岔，约1970年。P&W主线从B&P主线向左分叉。碰撞地点就在弯道后面，可以看到许多货车

事故发生后进行的验尸官调查发现了多个碰撞的原因。最主要的是，南行列车离开瓦利福尔斯站太晚了——列车长弗雷德里克·W·普特南（Frederick W. Putnam）的手表显示，他的列车只需四分钟即可到达波塔基特的双轨，而不是时刻表规定的五分钟。调查人员还发现，尽管普特南已按照前一天晚上该公司在普罗维登斯设定的时间来设置他的手表，但他的手表仍比实际时间慢了两分钟。因此，普特南因没有配备可靠的钟表以及“应受谴责的粗心、缺乏经验和缺乏判断力”而被判定负有责任。
北行列车也承担了一定责任。列车乘务员没有在指定时间准备好启动列车，而是多花了一分钟才开始移动。如果列车早出发一分钟，它就会经过波士顿道岔以北的弯道（普罗维登斯和伍斯特铁路主线与波士顿和普罗维登斯铁路主线的分叉点），从瓦利福尔斯站就能看到，这样可能就会避免相撞。
普罗维登斯和伍斯特铁路公司也犯有罪过，尽管普特南经验不足，却仍将他指派到这列火车上。这列火车被描述为“铁路上所有列车中，对列车长来说最难驾驭的列车之一，‘如果不是最难驾驭的’”。此外，自从普特南被指派到这列南行列车上以来，该列车一直晚点，但公司没有采取任何行动来解决这个问题。管理层也因未确保公司所有列车长都佩戴可靠的手表而受到指责。
最后人们发现，仅根据时刻表控制列车的做法以及列车班次如此密集从根本上是不安全的。调查人员指责瓦利福尔斯站和弯道之间缺乏信号，而这种信号原本可以警告南行列车有其他列车驶来。

### 安全变化
普罗维登斯和伍斯特铁路公司曾考虑在其主干线上铺设第二条轨道，但担心预计成本将超过50万美元（相当于2023年的18,300,000美元）。这起事故促使管理层决定继续对主干线进行双轨化，以防止此类事故再次发生，施工工作随即展开。 事故发生后，新英格兰地区所有铁路公司都必须采用协调的铁路时间，最终导致铁路沿线的许多社区也采用了标准时间。1882年，普罗维登斯和波士顿道岔之间开通了电气化铁路信号系统，并于1884年扩展至普罗维登斯和伍斯特铁路主线的其余部分。